# Chananiáš a Safira

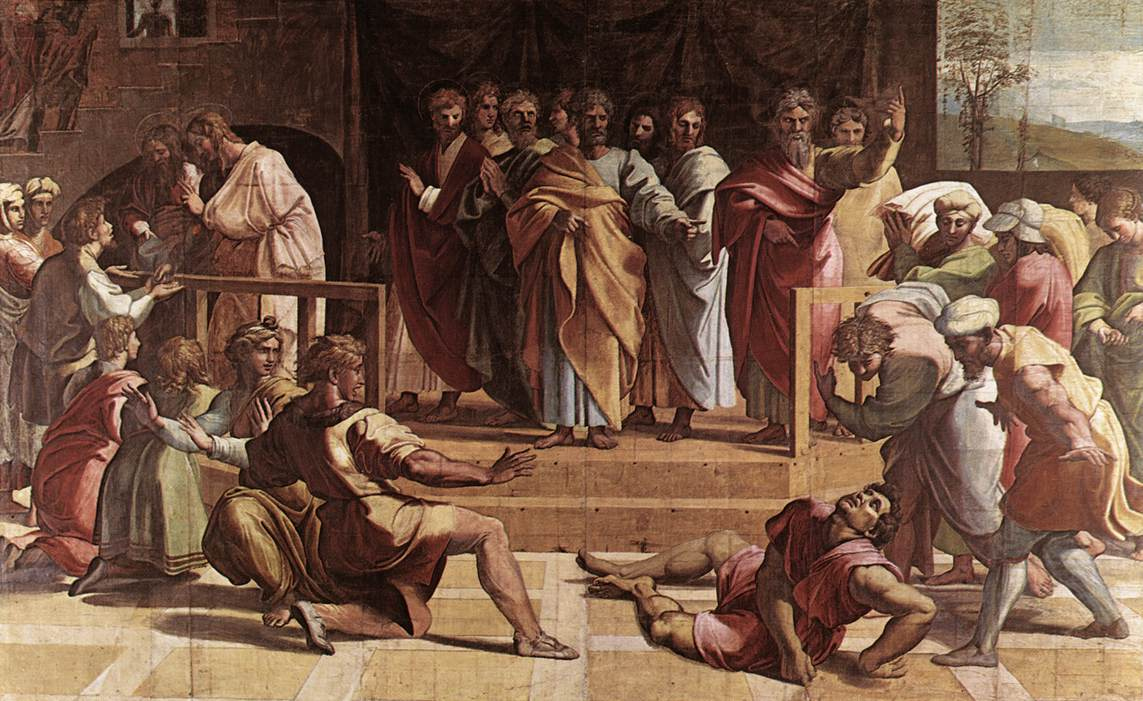
Raffael Santi: Smrt Chananiáše (1515)

Chananiáš a Safira (též Ananiáš a Safira) jsou postavy ze Skutků apoštolů, manželé, kteří apoštolu Petrovi zapřeli část daru církvi, resp. tvrdili, že poskytli dar celý. Za to byli stiženi smrtí. Příběh se nachází v 5. kapitole knihy Skutky apoštolů.

## Příběh
Židovští manželé Chananiáš a Safira byli přesvědčeni kázáním apoštolů Petra a Jana v Jeruzalémě a nechali se jimi pokřtít. Podle zvyků prvotní církve majetní členové prodávali svůj majetek, domy i pole a utrženými penězi podporovali chudé křesťany. Stejně tak učinili Chananiáš se Safirou, prodali svůj pozemek, část peněz odevzdali apoštolům a část peněz si pro případ potřeby uschovali. Ale apoštol Petr se o jejich chování nějakým způsobem dozvěděl, Ananiášovi ho vytkl, obvinil ho ze lži a zatajení peněz a Ananiáš se na místě skácel mrtev. Pomocníci apoštolů ho vynesli ven a neprodleně pohřbili.
Asi za tři hodiny k Petrovi přišla nic netušící Safira a Petr ji položil otázku, zda za prodej pozemku opravdu s Chananiášem odevzdali církvi všechny utržené peníze. Safira odpověděla, že ano a Petr, aniž by ji informoval o smrti jejího manžela, ji taktéž obvinil z pokusu o podvedení Ducha Páně. Safira se skácela na zem a zemřela. Pomocníci vynesli i ji a pohřbili vedle manžela.

## Výklady
Podle biblického podání oba manžele čekal trest za lež Bohu a podle komentátorů také za pokrytectví. 
Zenon Kosidowski naopak považoval příběh Chananiáše a Safiry za odraz tragických incidentů v prvotní církvi, kdy vznikaly rozpory mezi nově pokřtěnými řecky mluvícími diasporními křesťany (helénokřesťany) a aramejsky mluvícími křesťany z Jeruzaléma (židokřesťany). Helénokřesťané obviňovali židokřesťany, že jejich vdovy nedostávají ze společně vybraných peněz spravedlivý díl. Právě tyto spory a diskriminace mohly ovlivnit Chananiáše se Safirou, aby si z obav a nejistoty při vstupu do mladého křesťanského společenství uschovali peněžní hotovost.
Apoštol Petr z této příhody vychází jako chladnokrevný a nelítostný vykonavatel hněvu Ducha svatého, který bez slitování, lásky k bližnímu a odpuštění, které křesťanství hlásalo, nechává zemřít oba manžele. Míra krutého trestu je zde zcela neúměrná provinění. Petrova pomstychtivost se podepsala i na tom, že oba manžele nechal potupně zahrabat bez pohřebních obřadů, které byly u Židů jinak vyžadovány. Je tedy s podivem, že se tato příhoda do textu Skutků dostala a dokonce v nich přes pozdější redakce přetrvala.